# David Otti
David Otti (ur. 1940 – zm. 3 marca 2011) – ugandyjski piłkarz grający na pozycji obrońcy i trener piłkarski, były selekcjoner reprezentacji Ugandy.

## Kariera klubowa
W swojej karierze piłkarskiej Otti grał w klubach Bitumastic FC i Coffee United SC.

## Kariera reprezentacyjna
W 1962 roku Otti został powołany do reprezentantem Ugandy na Puchar Narodów Afryki 1962. Zagrał w nim w dwóch meczach: półfinałowym z Egiptem (1:2) i o 3. miejsce z Tunezją (0:3).
W 1968 roku Otti był w kadrze Ugandy na Puchar Narodów Afryki 1968. Wystąpił w nim w trzech meczach grupowych: z Etiopią (1:2), z Algierią (0:4) i z Wybrzeżem Kości Słoniowej (1:2).

## Kariera trenerska
W 1973 roku Otti został asystentem selekcjonera reprezentacji Ugandy, Otto Westhoffa. W 1975 roku sam został mianowany selekcjonerem kadry i poprowadził ją w Pucharze Narodów Afryki 1976. Uganda nie wyszła wówczas z grupy tego turnieju. W latach 1981–1983 prowadził kenijski Gor Mahia. Wywalczył z nim mistrzostwo Kenii w 1983 roku, zdobył dwa Puchary Kenii w latach 1981 i 1983 oraz wygrał Klubowy Puchar CECAFA w 1981. W latach 1987–1990 był trenerem somalijskiego Mogadishu City Club. W 1989 roku doprowadził go do wywalczenia mistrzostwa Somalii. W latach 1991–1993 był trenerem Express FC. W latach 1991 i 1992 zdobył z nim Puchar Ugandy, a w 1993 został mistrzem tego kraju. W latach 1995–1996 prowadził rwandyjski APR FC. W 1995 i 1996 został z nim mistrzem Rwandy, a w 1996 zdobył też Puchar Rwandy.